# Остаточная работоспособность человека
Остаточная работоспособность человека — это фактическое функциональное состояние человека в возрасте 60 лет и старше, позволяющее успешно выполнять профессиональные, производственные, повседневные задачи и оценивается в процентах относительно возможностей здорового молодого работника (в возрасте до 30 лет).
Для оценки используются следующие объективные функциональные показатели: уровень когнитивных возможностей по клинической шкале (MMSE), объём самообслуживания (по индексу Бартела); мышечной силы сжатия кисти (сумма показателей левой и правой руки); оценка состояния зрительных слуховых и двигательных возможностей и успешности соответствующей коррекции; статическое балансирование; тактильная продуктивность; слуховая продуктивность; успешность работы с сенсорною панелью; зрительная продуктивность (количество верных ответов в минуту); количество правильных ответов в тесте на пропущенную цифру в минуту (компьютерная модель оценки умственной продуктивности); максимальное количество нажатий на кнопку ПК компьютерная модель теппинг-теста; оперативной памяти человека; жизненная емкость лёгких; среднее время зрительно-моторной реакции в миллисекундах (компьютерной модели тестирования); мода вариабельности времени зрительно-моторной реакции в миллисекундах; среднее время ответа в тесте оценки умственной продуктивности.
Шкала оценки процента остаточной работоспособности человека:
- 90—100% — характеризует показатель остаточной работоспособности, как соответствующий возможностям молодых людей.
- 70—89% — характеризует показатель остаточной трудоспособности, как возможно использовать труд на производстве, но класс напряженности и тяжести не должен превышать 2 класс.
- 50—69% — характеризует, как возможно увеличить эффективность деятельности с помощью геронтотехнологий
- 20—49% — характеризуется как перенапряжение функциональных систем организма, требуют более глубокой коррекции.
- 1—19% — нуждаются в технологиях надзора, поддержки и «подсказок», сужается социальная активность[8].

Термин «остаточная работоспособность человека» концептуально был предложен академиком Чеботарёвым Д. Ф. и профессором Стеженской Е. И.[1] как обозначение остаточной части трудоспособности человека предпенсионного возраста. Семантически термин обозначал общую трудоспособность пожилого человека, однако термин носил абстрактный характер.
Инновационное развитие технологий существенно изменило характер многих профессий особенно физического труда. На сегодня вклад физических усилий в общее промышленное производство не превышает 10 %. Таким образом, снизились стандарты общей работоспособности для лиц разного возраста.
Доказана медико-биологическая целесообразность физической активности и рациональная организация труда. Что расширяет возможности привлечения людей старшего возраста к работе в пенсионном возрасте. Постоянное повышение требований на рабочих местах к когнитивным возможностям предполагает непрерывное обучение и переобучение персонала.
В связи с этим возникла необходимость в количественной характеристики обоснования остаточной работоспособности человека в возрасте 60 лет и старше, для индивидуальной оценки трудоспособности и дееспособности. Разработаны нормативы объективной оценки функциональных возможностей человека [2-8].
Функциональные возможности, определяющие 47,54 % фактической работоспособности людей в возрасте 60—89 лет достоверно обусловлены ускоренным старением.
Изучение остаточной работоспособности у лиц старше 60 лет показало, что близко 57% пожилых людей и 96,7% людей старческого возраста нуждаются в применении эргономических инноваций на производстве и в быту для повышения физической независимости от посторонней помощи и компенсации возрастного снижения работоспособности.
Исследование показало, что остаточная работоспособность людей старше 60 лет обусловлена следующими факторами: профессионально-трудовыми 17,04%, семейно-бытовыми 15,31%, уровнем здоровья 12,74%, физической активности 12,73%, характером питания 10,53% [2-8].